# Ночь грёз
«Ночь грёз» (англ. Night Of Dreams) — чеченская романтическая кинодрама, режиссёра и сценариста Малика Тимирбулатова. Производство фильма началось в декабре 2018 года в городе Стамбул. В декабре 2020 году запланирован ограниченный выпуск в России. Первый фильм совместного производства чеченских и турецких кинематографистов.

## Сюжет
Действие начинается в Стамбуле в 2020 году. Предновогодняя суматоха. Висхан (Малик Тимирбулатов) стоит возле аэропорта и видит молодую девушку, которая бежит, пытаясь успеть на последний рейс в Грозный. По пути из её сумки выпадает маленькая короба, однако она даже не замечает этого. Висхан возвращает ей коробку и узнаёт, что девушка опоздала на свой рейс. Она видит что молодой парень пытается ей помочь и признаётся, что в первые оказалась в такой ситуации, и теперь не знает что делать. Следующий рейс только утром, и, пока она ждёт, Висхан предлагает ей свою компанию, и настаивает на том, чтобы она вместе с ним встретила Новый год. Прогулки по историческим улицам под фейерверками, экскурсия на пароме по Босфору, романтический ужин на террасе «Hanzade» переплетает судьбы двух молодых людей. Однако, когда ночь подходит к концу, перед ними встаёт дилемма: продолжать отношения или расстаться навсегда.

## Съемки

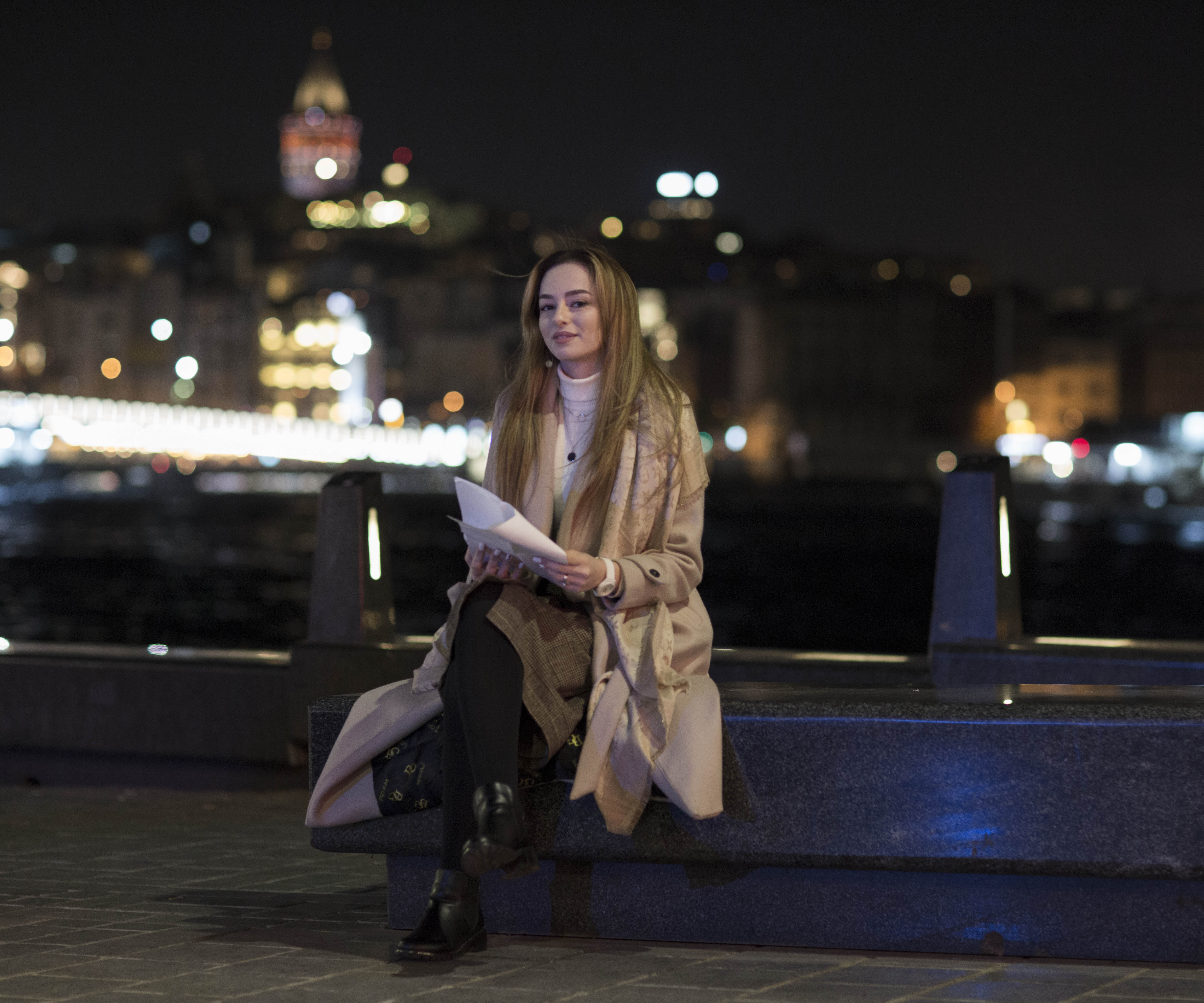

Первоначально фильм задумывался как короткометражный для того, чтобы предложить сценарий фильма другим студиям и актёром. Съёмки фильма стартовали в начале декабря 2018 года в Стамбуле и заняли 10 съёмочных дней, закончившись в середине декабря. Погода часто подводила съёмочную группу, постоянно шли дожди.
«Мы были ограничены не только бюджетом, но и по времени: для съёмки у нас было всего лишь 12 дней на все — на поиск локации, получение разрешения на проведении съёмки и на сам продакшн-процесс. Особенно затрудняло то, что приходилось неделями ждать разрешения на проведение съёмки в определённых местах, и часто бывало, что и вовсе отказывали. И поэтому приходилось снимать в обход каких-то правил», — сказал Малик Тимирбулатов.
За неделю до начала съёмок было принято, что главную мужскую роль исполнит сам режиссёр Малик Тимирбулатов. Очень часто авторы меняли сценарий по ходу съёмок, подстраивая роль под нового актёра.
На YouTube есть отдельный ролик про съёмочный процесс.

## В ролях
| Актёр              | Роль   |
| ------------------ | ------ |
| Малик Тимирбулатов | Висхан |
| Милана Булатова    | Амина  |